# 호사 포구
《호사 포구》(포르투갈어: Rosa Fogo)는 2011년 방영된 포르투갈의 텔레노벨라이다.